# Arteriell insufficiens
Arteriell insufficiens är en sjukdom där man drabbas av bristfällig cirkulation i pulsådrorna. Sjukdomen orsakas av åderförkalkning i kardiovaskulära systemet, rökning och diabetes.
Symtom för sjukdomen är
- Claudicatio intermittens
- Vilosmärtor
- Ischemiska sår/nekroser

En förutsättning för att patienten ska få symtom är att cirkulationen i de stora kärlen är så pass nedsatt att vävnadens nutritionsbehov under vissa förhållanden inte tillgodoses.
Diagnos ställs genom
- Ankeltrycksmätning: bltr manschett runt ankeln.
- Ultraljud: riktning och hastighet av blodflöde i kärl registreras.